# Friedenfels
Friedenfels è un comune tedesco di 1 328 abitanti, situato nel land della Baviera.